# 信息时代

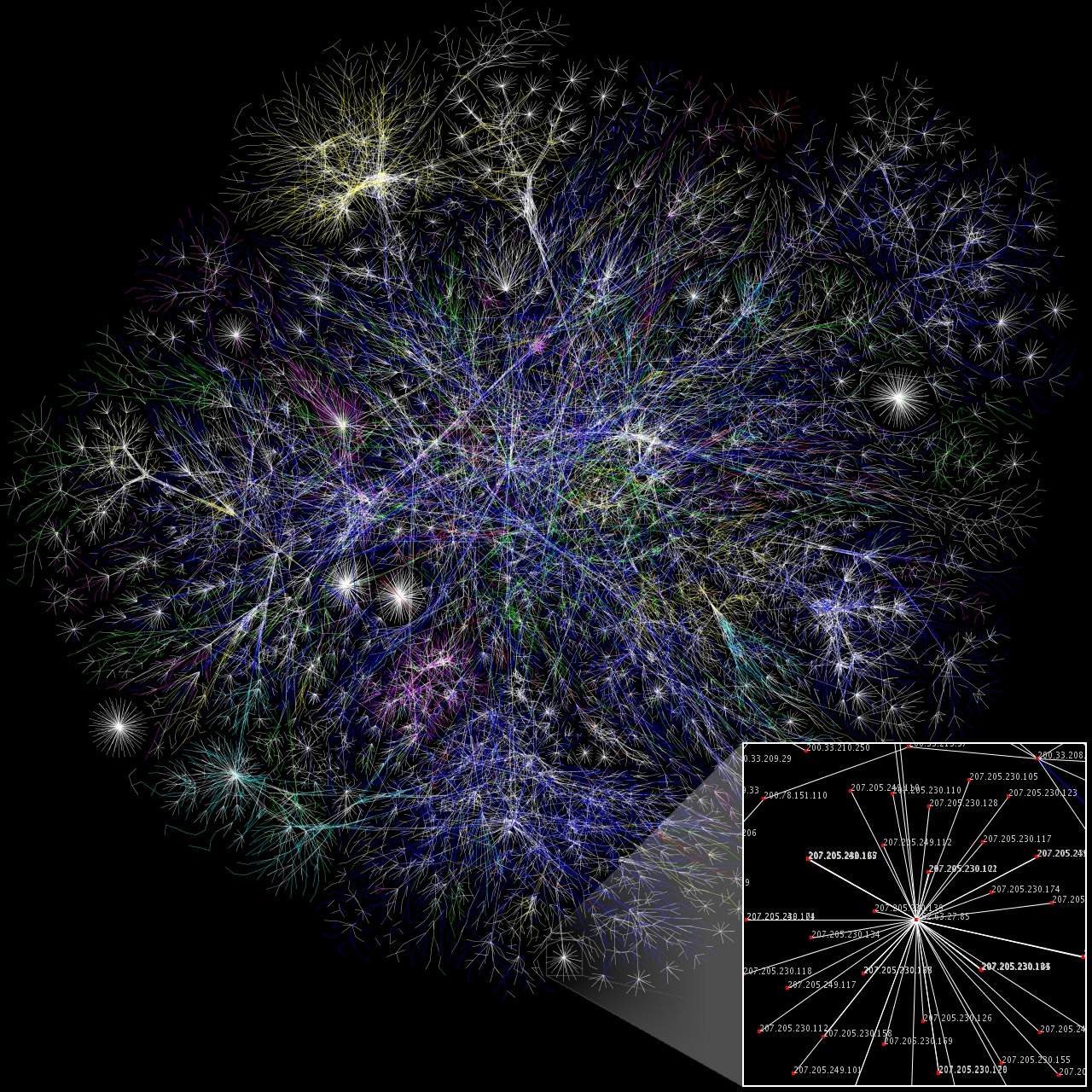
互联网分布的视觉图

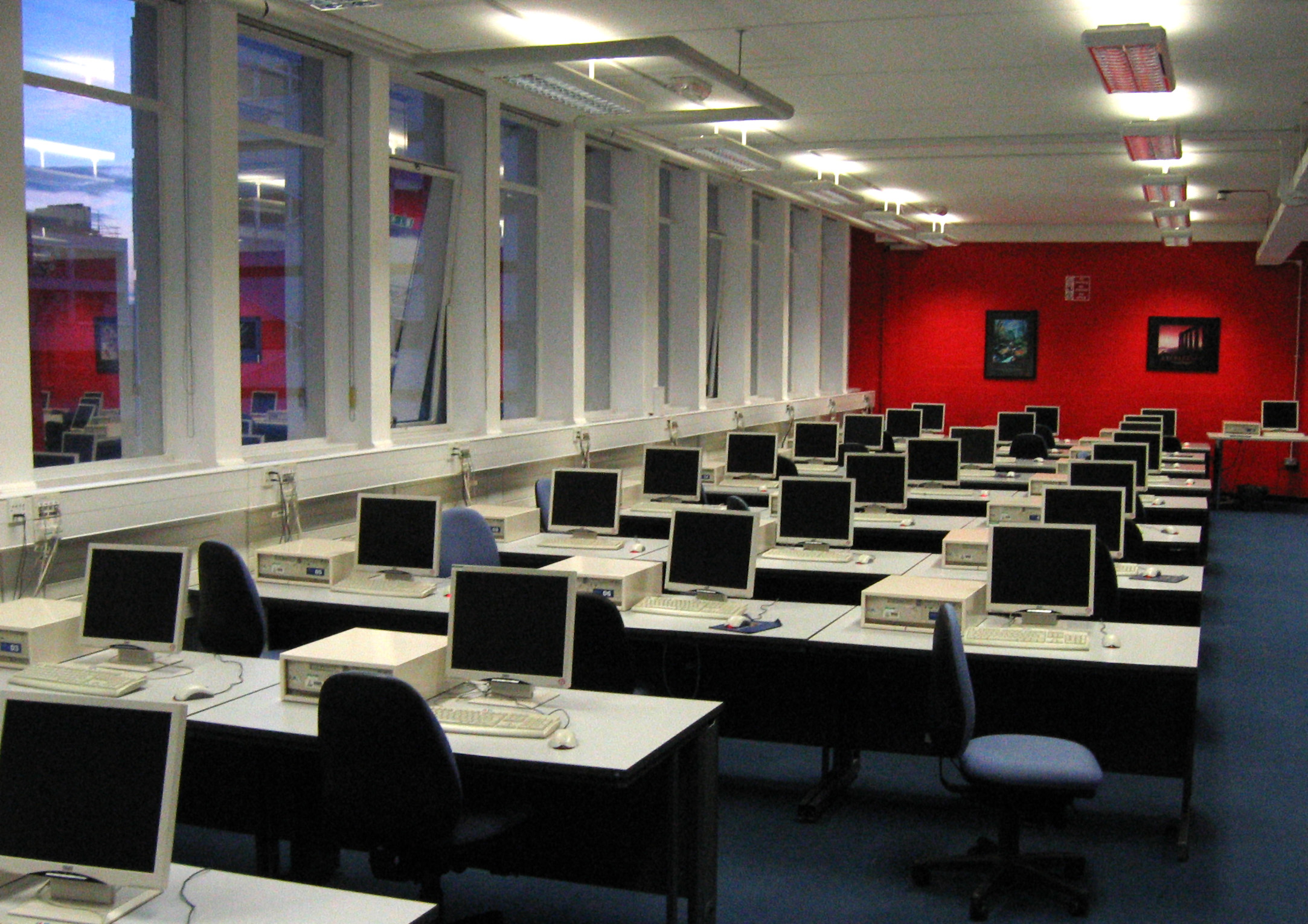
大学计算机实验室的台式电脑配备

信息时代（又名：计算机时代或數位时代），指從20世紀中葉起，人類逐漸有能力去自由传递信息，以及適时获取信息，而这在过去是很难或者不可能做到的。它和数字时代以及数字革命的概念有关。它是从工业化衍生的工业化革命的这种传统工业经济转变为以信息管理为主的知识经济，亦即信息化社会。

## 知识密集型产业的发展
产业会变得越来越知识密集型，越来越少的劳动力和更多资本集中（参考信息产业）。在信息时代，马克·扎克伯格和Facebook的例子表明，一群相对无经验的人们以有限的资本可以在大范围内全球化的成功，这一切皆是可能的。

## 创新
- 分析機（Analytical Engine） – 1837
- 立體鏡（Stereoscope） – 1849
- Z3 –第一台通用的数字电脑– 1941
- 阿塔纳索夫-贝瑞计算机 –电子数字计算机– 1942
- 巨人電腦（Colossus computer） –第一台编程电子数字计算机– 1943
- ENIAC通用的电子数字计算机– 1946
- 信息论的数学框架– 1948
- 晶体管–标志电子化的发展– 1947
- Hamming code公式– 1950
- 早期互联网“ARPA”– 1969
- E-mail – 1971
- 电子游戏机 - 1972, 1980年代中期公众普遍应用
- 个人电脑– 1974, 1980年代早期公众普遍应用
- Laptop – 1980s,  1990年代公众普遍应用
- World Wide Web – 1989, 1990年代中期公众普遍应用
- PDA – 1990s
- 在线游戏社区– 1990s,2000年代早期公众普遍应用
- 移动电话– 1984, 1990年代晚期至2000年代早期公众普遍应用
- 数码相机和摄像头1980年代，2000年代变为主流
- 数字电视2000年代,  2010年代早期公众普遍应用
- 宽带网 - 2000年代成为主流
- 无线网络1990年代晚期
- GPS 2000年代中期
- 卫星收音机–大约2001
- 智能手机2000年代晚期2010年代早期公众普遍应用
- Tablet PC 1990年代（2010年代变为主流）

## 关联項目
- 信息技术
- 信息化